# Reino kushano-sasánida
El reino kushano-sasánida (también llamado Kushanshah, KΟÞANΟ ÞAΟ o koshano shao en bactriano, o indo-sasánidas) es un término historiográfico utilizado por los eruditos modernos para referirse a una rama de los persas sasánidas que establecieron su dominio en Bactriana durante los siglos III y IV de nuestra era a expensas de los kushán en decadencia. En 225 d. C. arrebataron a los kushán las provincias de Sogdiano, Bactriana y Gandhara. Los sasánidas establecieron gobernadores para el Imperio sasánida, que acuñaron su propia moneda y adoptaron el título de kushanshas, es decir, "reyes de los kushán". A veces se considera que formaban un "sub-reino" dentro del Imperio sasánida. Esta administración continuó hasta 360-370 d. C., cuando los kushano-sasanios perdieron gran parte de sus dominios a manos de los hunos kidaritas invasores, mientras que el resto se incorporó al Imperio sasánida. Más tarde, los kidaritas fueron desplazados a su vez por los heftalitas. Los sasánidas lograron restablecer cierta autoridad tras destruir a los heftalitas con la ayuda de los turcos en 565, pero su dominio se derrumbó bajo los ataques árabes a mediados del siglo VII.
Los kushanshas son conocidos principalmente por sus monedas. Se acuñaron en Kabul, Balj, Herat y Merv, lo que demuestra la extensión de su reino.
Parece que se produjo una rebelión de Ormuz I Kushanshah (277-286 d. C.), que emitió monedas con el título de Kushanshahanshah ("Rey de reyes de los kushanos"), contra el emperador contemporáneo Bahram II (276-293 d. C.) del Imperio sasánida, pero fracasó.

## Historia

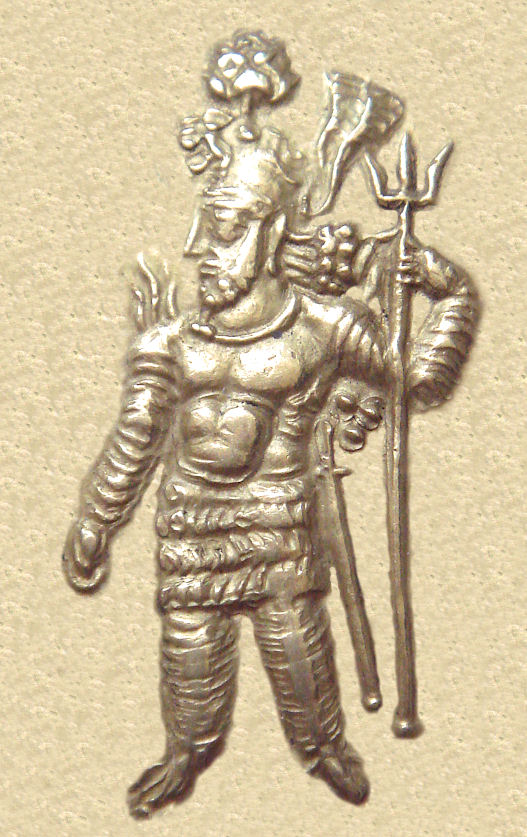
Retrato del gobernante kushano-sasánida Ormuz I Kushanshah (c. 277-286 d. C.) en estilo kushano.

### Primer periodo kushano-sasánida (230-365 d.C.)
Poco después de su victoria sobre los partos, los sasánidas extendieron su dominio a Bactriana durante el reinado de Ardacher I, hacia el 230 d. C., y luego a las zonas orientales de su imperio en Pakistán occidental durante el reinado de su hijo Sapor I (240-270). De este modo, los kushanos perdieron su territorio occidental (incluidas Bactriana y Gandhara) en favor de los nobles sasánidas llamados kushanshahs o "reyes de los kushán". El territorio más lejano de los kushano-sasánidas hacia el este parece haber sido Gandhara, y aparentemente no cruzaron el río Indo, ya que no se ha encontrado casi ninguna de sus monedas en la ciudad de Taxila, más allá del Indo.
Al parecer, los kushano-sasanios de Ormuz I Kushanshah lideraron una rebelión contra el emperador Bahram II (276-293 d. C.) del Imperio sasánida, pero fracasaron. Según los Panegyrici Latini (siglos III-IV d. C.), hubo una rebelión de un tal Ormis (Ormisdas) contra su hermano Bahram II, y Ormis contó con el apoyo del pueblo de Saccis (Sistán). Ormuz I Kushanshah emitió monedas con el título Kushanshahanshah ("Rey de reyes de los kushanos"), probablemente en desafío al dominio imperial sasánida.

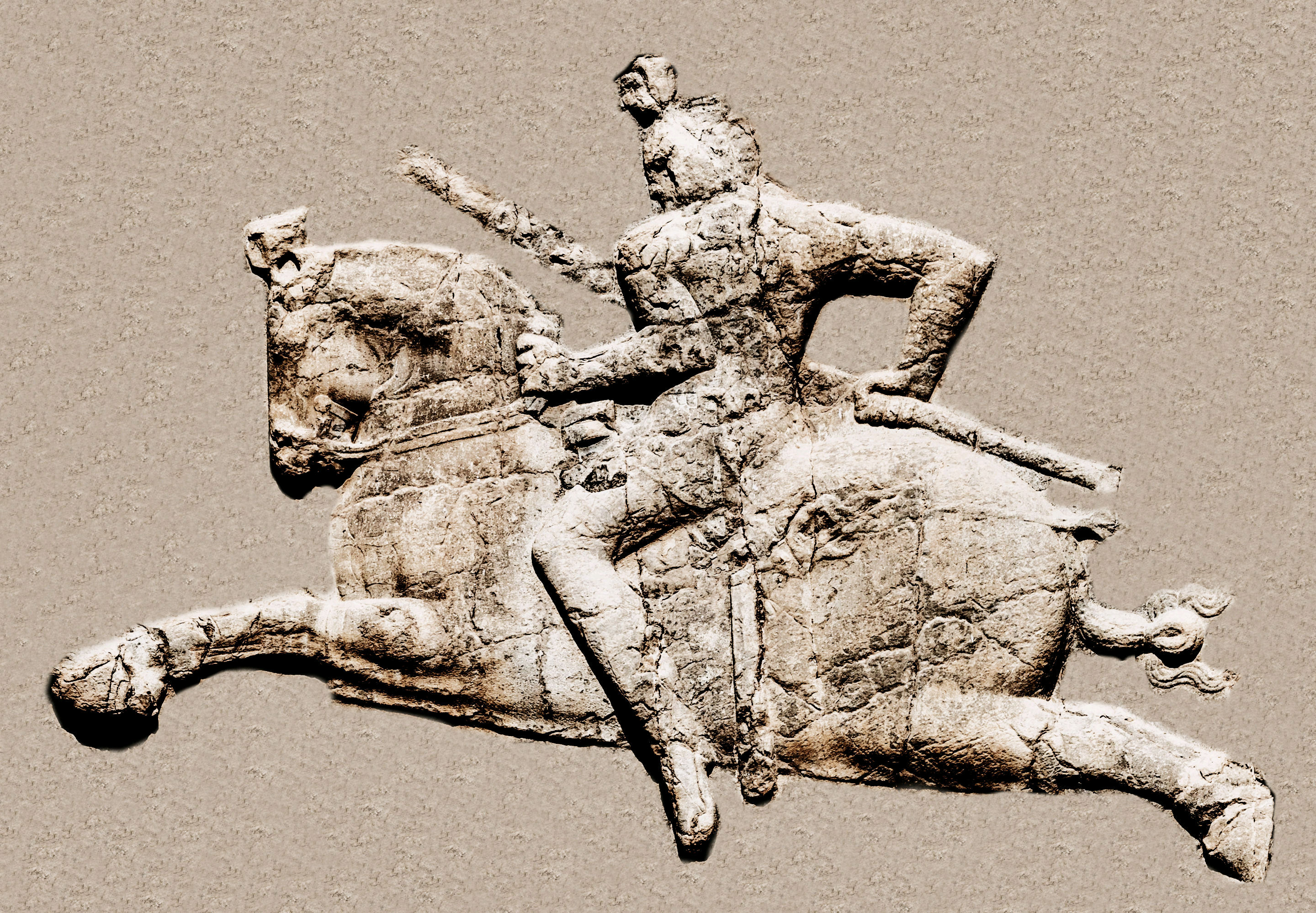
Ormuz I Kushanshah en el Naqsh-e Rustam de Bahram II.

Hacia 325, Sapor II se hizo cargo directamente de la parte sur del territorio, mientras que en el norte los kushanshahs mantuvieron su dominio. Los hallazgos importantes de acuñaciones sasánidas más allá del Indo en la ciudad de Taxila sólo comienzan con los reinados de Sapor II (r.309-379) y Sapor III (r.383-388), lo que sugiere que la expansión del control sasánida más allá del Indo fue el resultado de las guerras de Sapor II "con los quionitas y los kushanos" en 350-358, según describe Amiano Marcelino. Probablemente mantuvieron el control hasta el ascenso de los kidaritas bajo su gobernante Kidara.
Tras el declive de los kushanos y su derrota a manos de los kushano-sasanios y los sasánidas, surgieron los kidaritas y luego los heftalitas (hunos de Alchon), que a su vez conquistaron Bactriana y Gandhara y llegaron hasta el centro de la India. Más tarde les siguieron los turcos shahi y luego los hindúes shahi, hasta la llegada de los musulmanes a las zonas noroccidentales de la India.

### Segundo Período Sasánida (556-651 d.C.)
Los heftalitas dominaron la zona hasta que fueron derrotados en 565 d. C. por una alianza entre el Primer Kanato Túrquico y el Imperio Sasánida, y se restableció cierta autoridad sasánida en tierras orientales. Según Al-Tabari, Cosroes I consiguió, gracias a su política expansionista, hacerse con el control de "Sind, Bust, Al-Rukkhaj, Zabulistán, Tujaristán, Dardistán y Kabulistán".
Los heftalitas lograron establecer estados rivales en Kapisa, Bamiyán y Kabul, antes de ser invadidos por los yabghus de Tokhara y los turcos shahi. Los sasánidas también pudieron ser expulsados por los nezak-alchones. El segundo periodo indo-sasánida finalizó con la caída de los sasánidas ante el califato Rashidun a mediados del siglo VII. Sind permaneció independiente hasta las invasiones árabes de la India a principios del siglo VIII.[cita requerida]

## Influencias religiosas

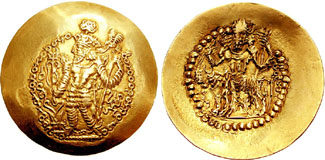
Moneda del último gobernante kushano-sasánida Bahram Kushanshah (circa 350-365 d. C.), de estilo kushano.Izq: Rey Varhran I con tocado característico. Rev: Shiva con el toro Nandi, en estilo kushan.

Se han descubierto monedas que representan a Shiva y al toro Nandi, lo que indica una fuerte influencia del hinduismo shaivita.
El profeta Mani (210-276 d. C.), fundador del maniqueísmo, siguió la expansión de los sasánidas hacia el este, lo que le permitió conocer la floreciente cultura budista de Gandhara. Se dice que visitó Bamiyán, donde se le atribuyen varias pinturas religiosas, y se cree que vivió y enseñó durante algún tiempo. También se le atribuye haber navegado hasta la zona del valle del Indo, hoy en Pakistán, en 240 o 241 d. C., y haber convertido a un rey budista, el Shah Turán de la India.
En esa ocasión, diversas influencias budistas parecen haber impregnado el maniqueísmo: "Las influencias budistas fueron significativas en la formación del pensamiento religioso de Mani. La transmigración de las almas se convirtió en una creencia maniquea, y la estructura cuatripartita de la comunidad maniquea, dividida entre monjes y monjas (los 'elegidos') y seguidores laicos (los 'oyentes') que los apoyaban, parece estar basada en la de la sangha budista".

## Acuñación
Los kushano-sasánidas crearon una extensa acuñación con leyendas en brahmi, pahlavi o bactriano, a veces inspiradas en las acuñaciones kushanas y otras más claramente sasánidas.

El anverso de la moneda suele representar al gobernante con un elaborado tocado y, en el reverso, un altar de fuego zoroástrico o a Shiva con el toro Nandi.

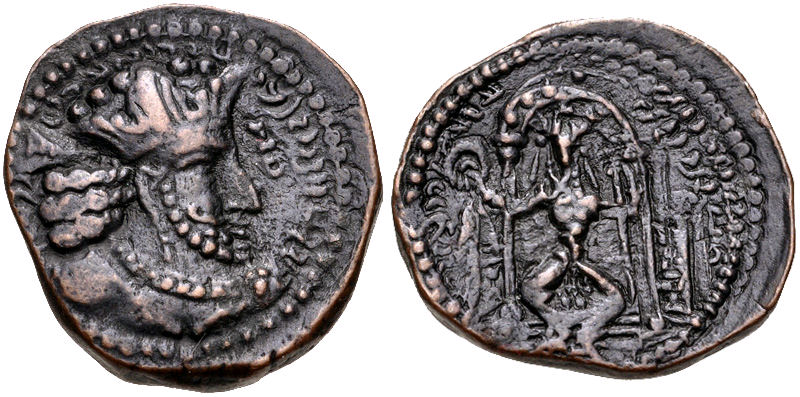
Gobernante kushano-sasánida Ardacher I Kushanshah, circa 230-250 EC. Ceca de Merv.
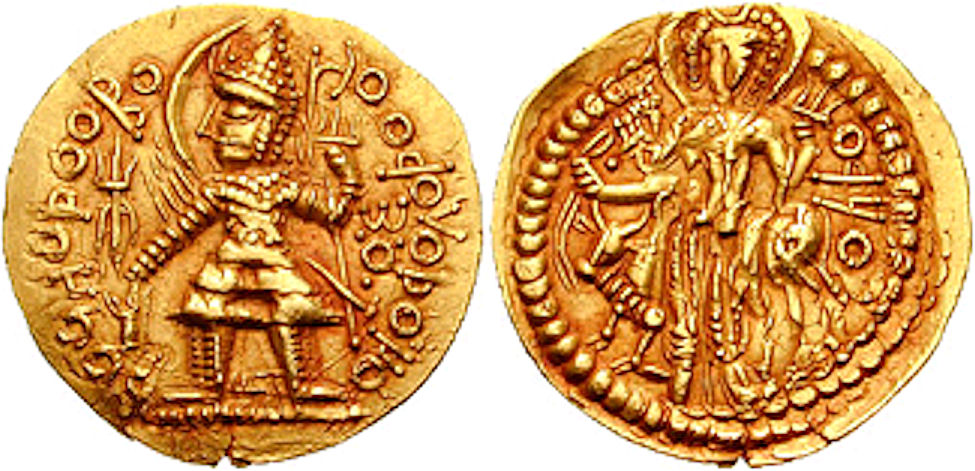
Ardacher I Kushanshah en nombre del gobernante kushan Vasudeva I, hacia 230-245 d.C.
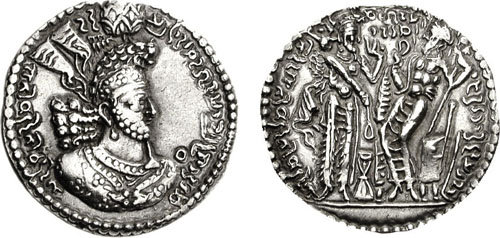
Ormuz I Kushanshah con mención de Mazda y Anahita. Ceca de Merv.
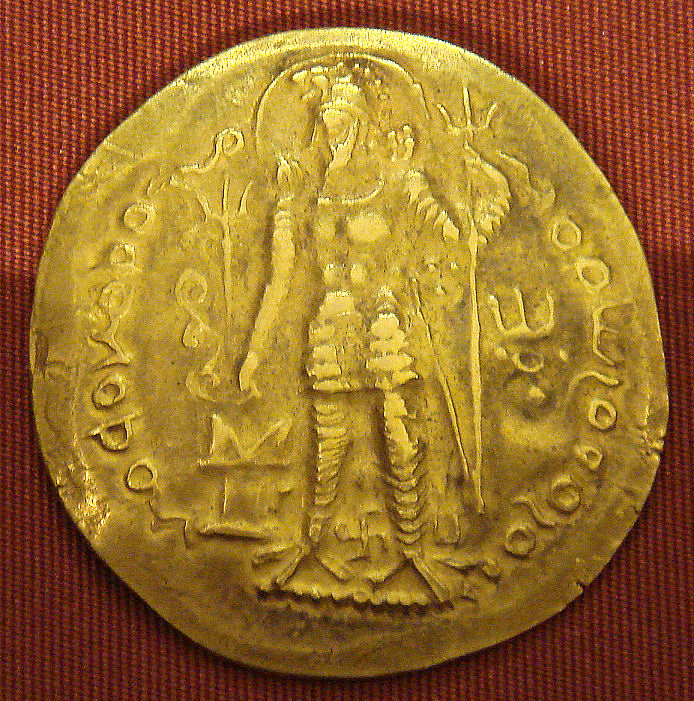
Moneda indo-sasánida.
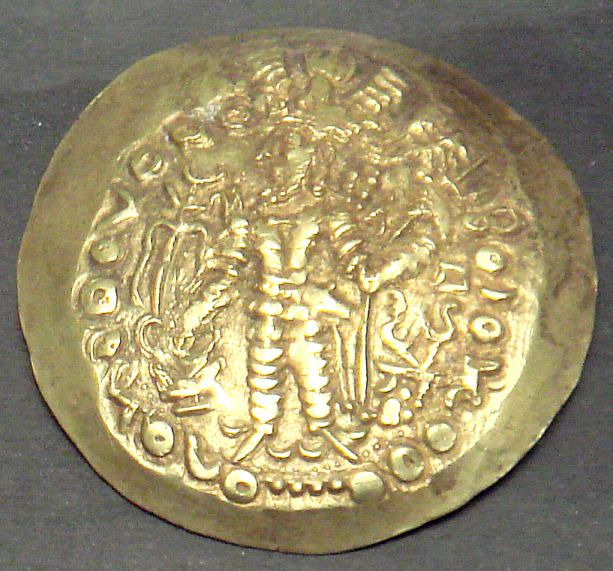
Una moneda indo-sasánida de oro.

## Principales gobernantes kushano-sasánidas
- Ardacher I Kushanshah (230-245)
- Peroz I Kushanshah (245-275)
- Ormuz I Kushanshah (275-300)
- Ormuz II Kushanshah (300-303)
- Peroz II Kushanshah (303-330)
- Varahran Kushanshah (330-365)

## Arte Kushano-Sasánida
Los indo-sasánidas comerciaban con objetos de plata y tejidos que representaban a los emperadores sasánidas cazando o administrando justicia.

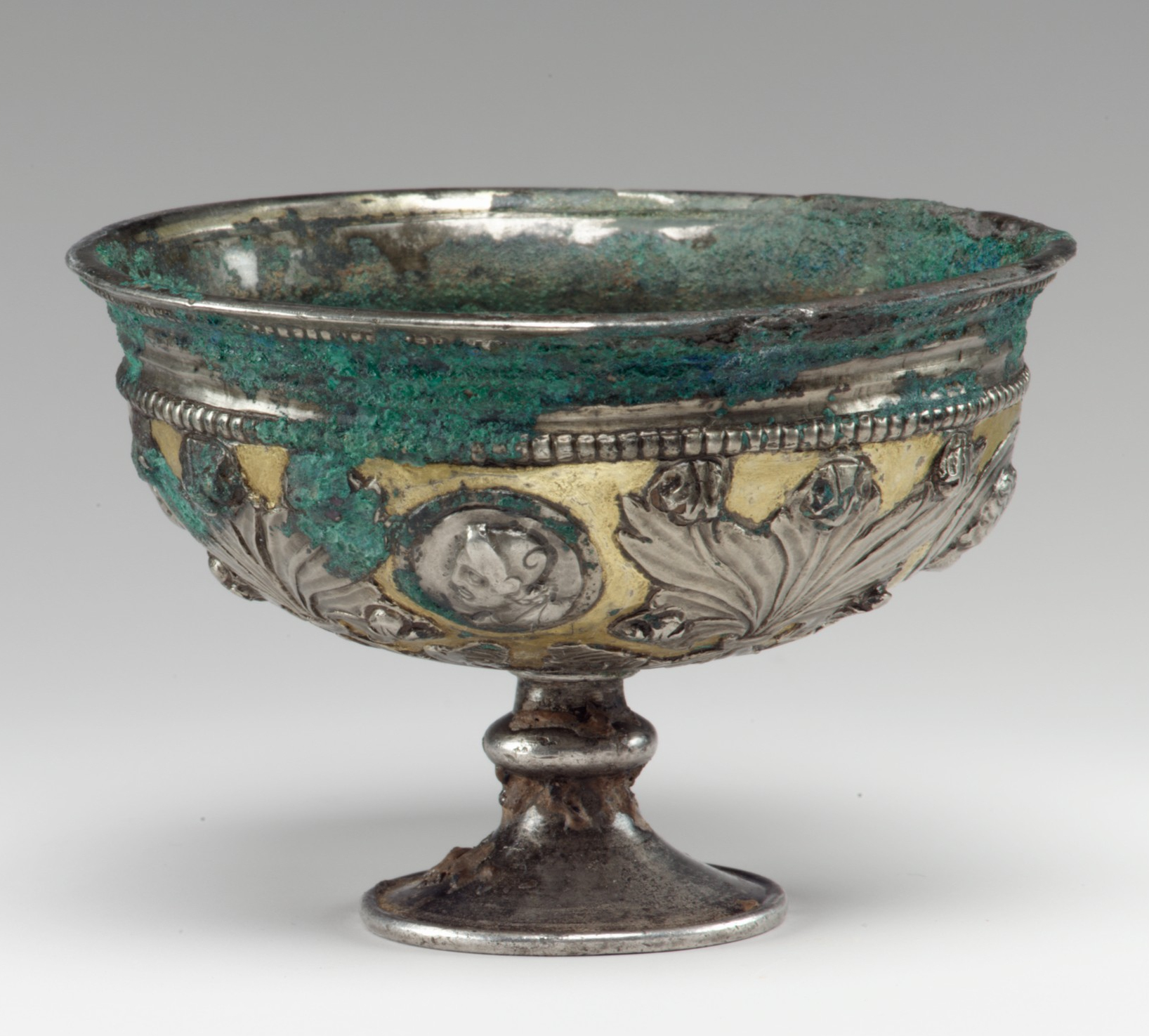
Copa con pie y medallón kushano-sasánida, siglos III-IV d.C., Bactriana, Museo Metropolitano de Arte.
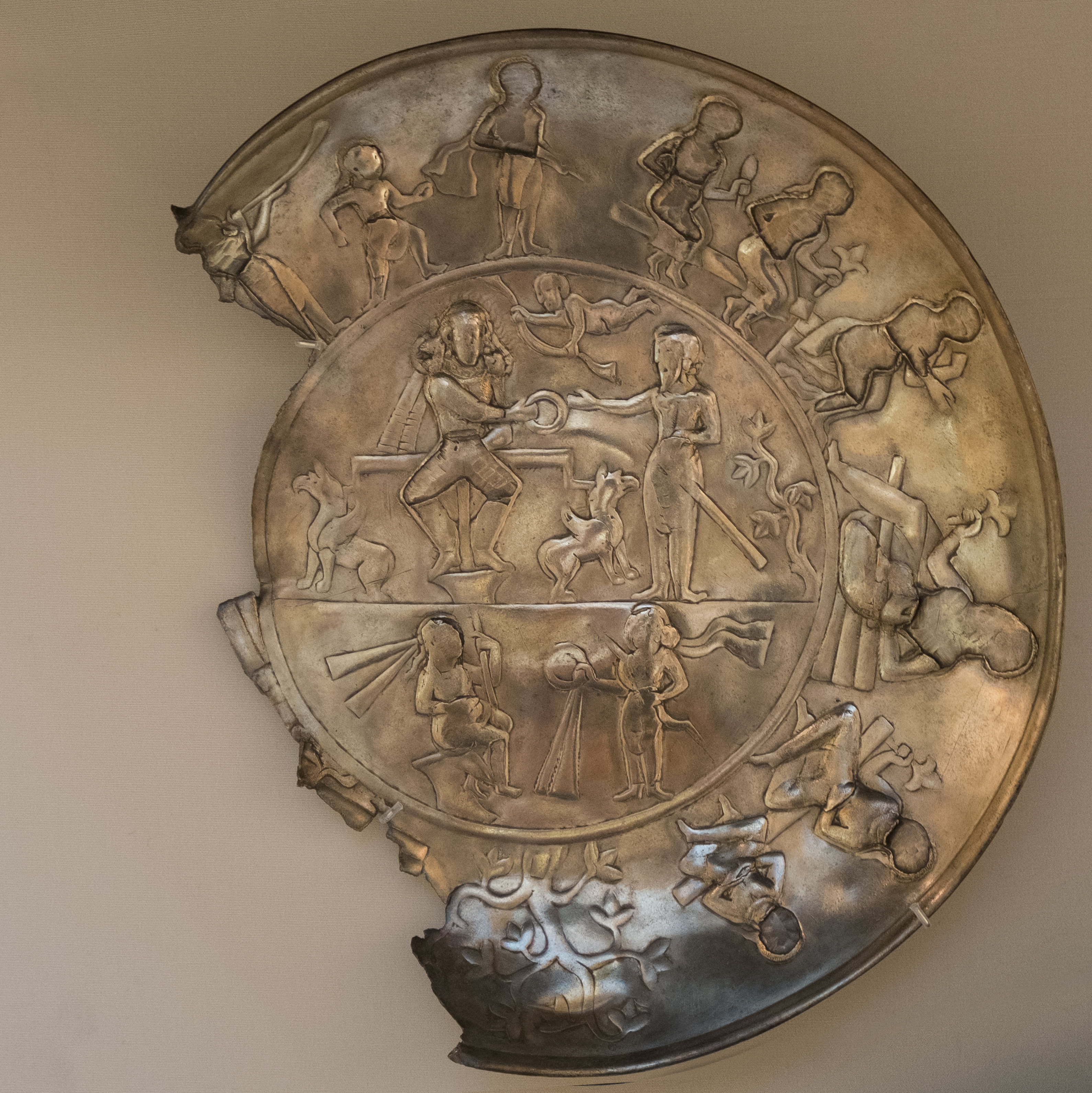
Posible plato kushano-sasánida, excavado en Rawalpindi, Pakistán, 350-400 d.C. Museo Británico 124093.
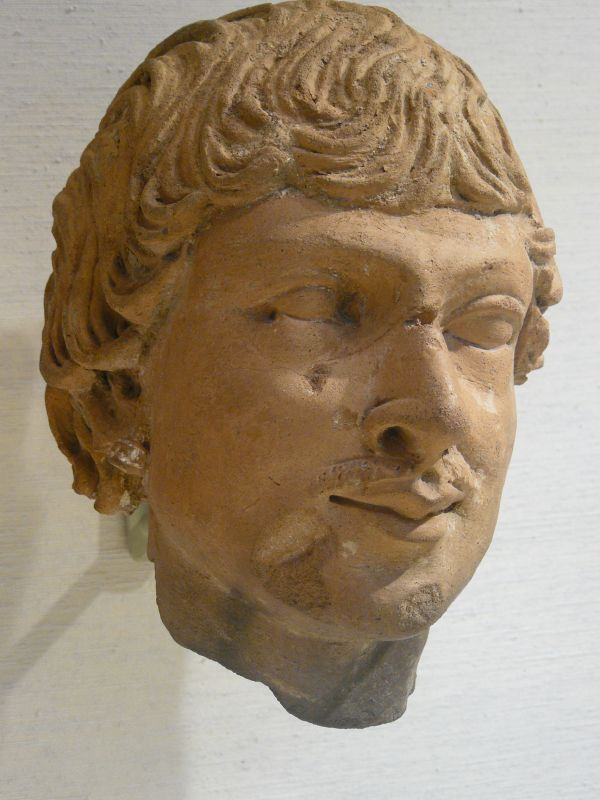
Cabeza de terracota de figura masculina, periodo kushano-sasánida, región de Gandhara, siglos IV-V d. C.
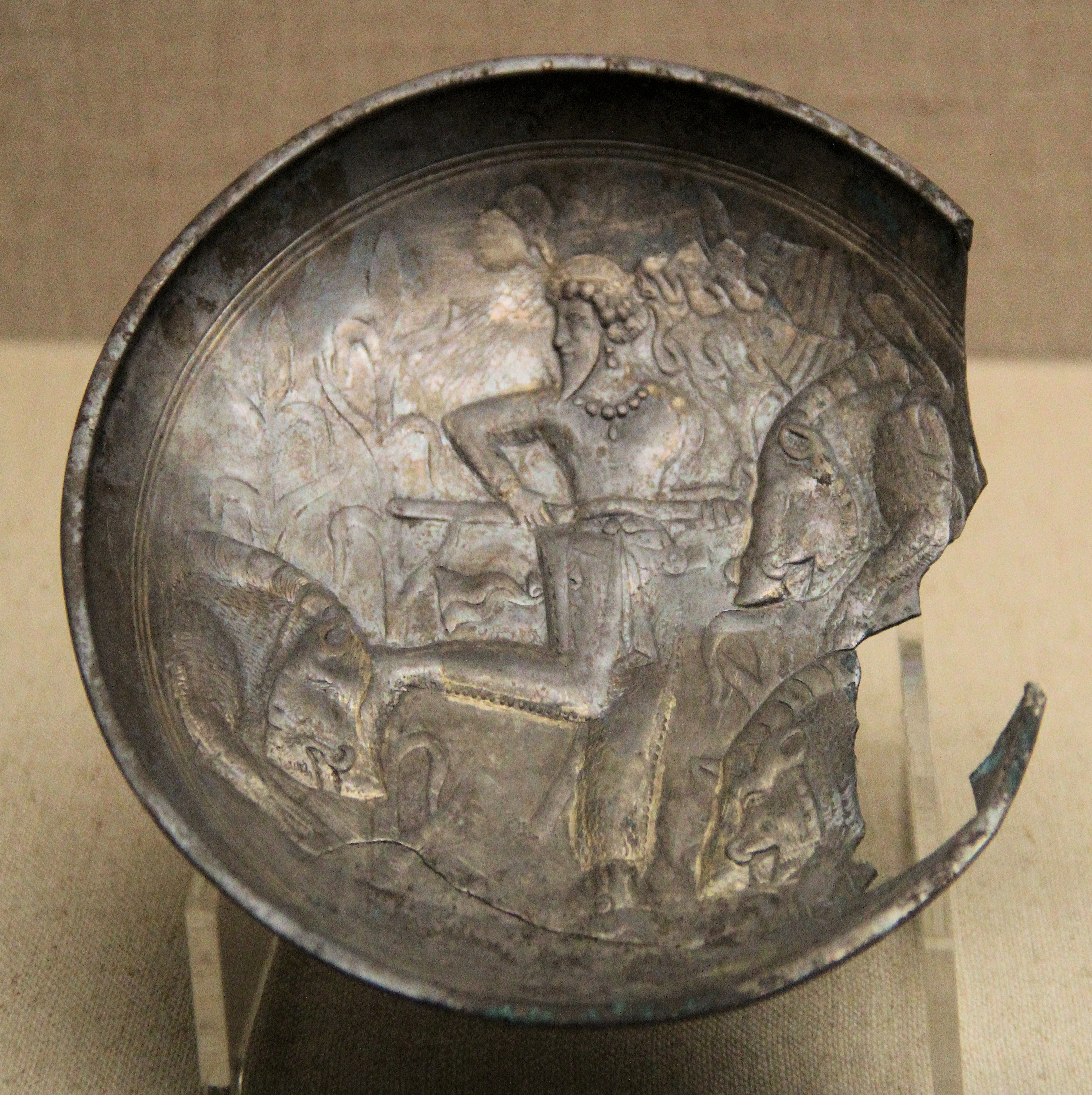
Probable plato kushano-sasánida con escena de caza, hallado en la tumba de Feng Hetu (China, 504 d.C.). Museo de Shanxi. Data del siglo III-IV d.C. y probablemente se fabricó en el norte de Afganistán.